# Aljaž Dvornik
Aljaž Dvornik (7 agosto 1995) è uno sciatore alpino sloveno.

## Biografia
Specialista delle prove tecniche attivo dal novembre del 2010, Aljaž Dvornik ha debuttato in Coppa Europa il 1º dicembre 2013 a Trysil in slalom speciale e in Coppa del Mondo il 9 marzo 2014 a Kranjska Gora nella medesima specialità, in entrambi i casi senza portare a termine la gara; ai Mondiali juniores di Soči/Roza Chutor 2016 ha vinto la medaglia d'oro nella gara a squadre; ai Mondiali di Cortina d'Ampezzo 2021, sua prima presenza iridata, si è classificato 19º nello slalom speciale, 11º nella gara a squadre e non si è qualificato per la finale nello slalom parallelo. Ritiratosi nel gennaio del 2022, è tornato alle gare nel marzo del 2025; on ha preso parte a rassegne olimpiche.

## Palmarès

### Mondiali juniores
- 1 medaglia:
  - 1 oro (gara a squadre a Soči/Roza Chutor 2016)

### Coppa Europa
- Miglior piazzamento in classifica generale: 128º nel 2021

### South American Cup
- Miglior piazzamento in classifica generale: 33º nel 2017
- 1 podio:
  - 1 secondo posto

### Campionati sloveni
- 3 medaglie:
  - 1 oro (slalom speciale nel 2014)
  - 1 argento (combinata nel 2021)
  - 1 bronzo (slalom gigante nel 2025)